# Martin Margulies

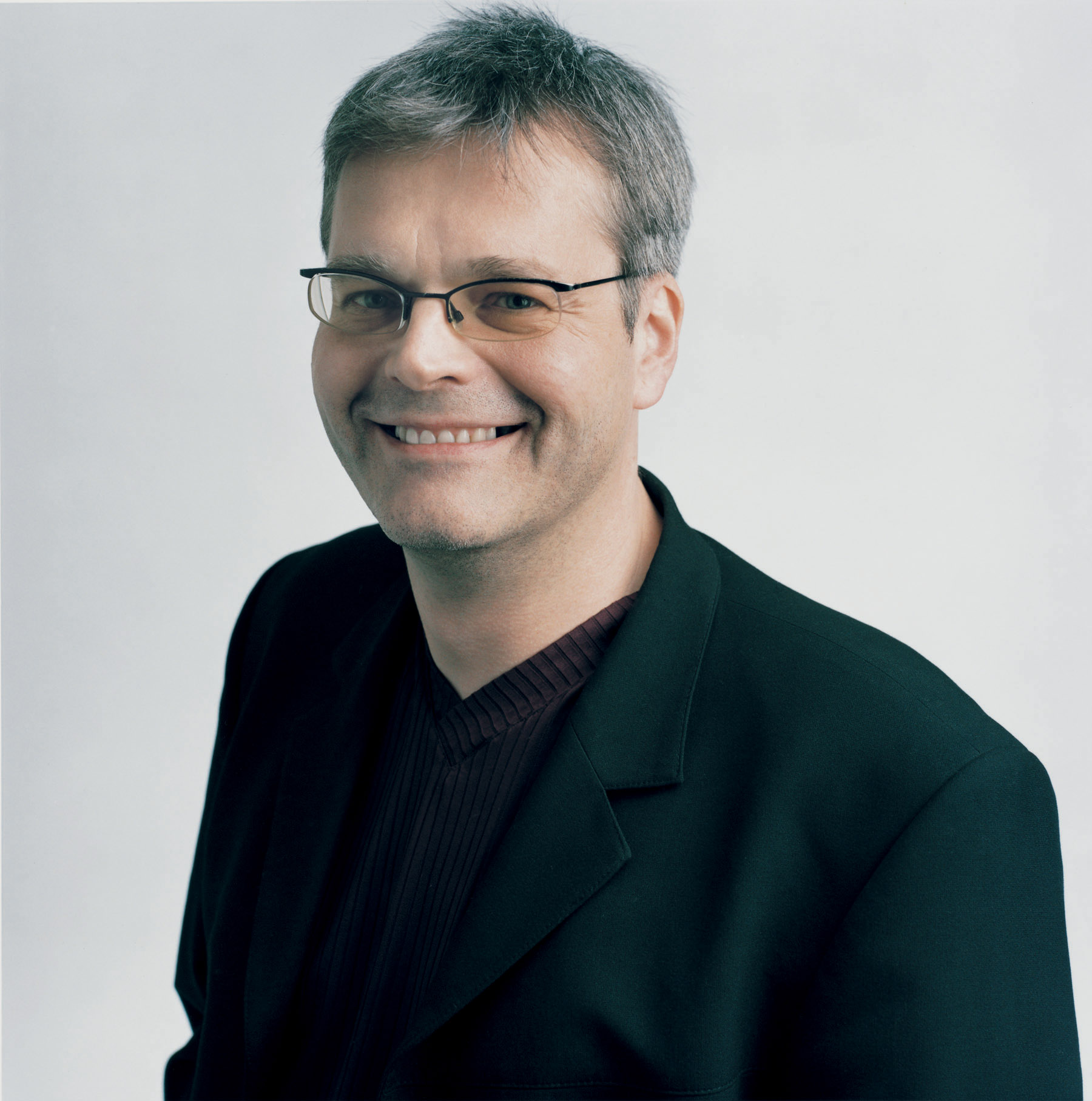
Martin Margulies

Martin Margulies (* 14. Jänner 1965 in Wien) ist ein österreichischer Politiker (Grüne). Er war von 2001 bis Juni 2025 Abgeordneter zum Landtag und Mitglied des Wiener Gemeinderats, von 2015 bis 2020 war er auch Dritter Landtagspräsident.

## Leben
Martin Margulies studierte Technische Mathematik (Studienzweig Wirtschafts- und Planungsmathematik) an der Technischen Universität Wien und erlangte den akademischen Grad Dipl.-Ing. Er engagierte sich während seiner Studienzeit in der Österreichischen Hochschülerschaft und war 1988 bis 1989 Vorsitzender der Hochschülerschaft an der TU Wien. 1987 bis 1998 war er Bezirksrat für die Josefstädter Grünen und 1992 bis 1994 Finanzreferent der Wiener Grünen. 1996 bis 2001 hatte er zudem die Funktion des Vorstandsmitglieds der Wiener Grünen inne und war zwischen 1997 und 2001 Landesgeschäftsführer der Wiener Grünen. Margulies ist seit 2001 Abgeordneter zum Landtag und Wiener Gemeinderat und vertrat die Grünen in der 18. Gesetzgebungsperiode im Kontrollausschuss.
Nach der Landtags- und Gemeinderatswahl in Wien 2020 folgte ihm Manfred Juraczka (ÖVP) als Dritter Landtagspräsident nach.
Als Mandatar, der bereits zwei Perioden in ununterbrochener Reihenfolge ein Mandat ausgeübt hatte, erhielt Margulies bei der Landesversammlung der Wiener Grünen nicht die nötige Zweidrittelmehrheit, um zur Listenwahl für die Wahl des Wiener Gemeinderates 2025 zugelassen zu werden. Infolgedessen schied er nach 24 Jahren aus dem Wiener Gemeinderat aus.
Martin Margulies ist verheiratet und Vater zweier Töchter. Er ist der Sohn des ehemaligen Landtagsabgeordneten und Gemeinderats Jean Margulies.